# بت گرانت

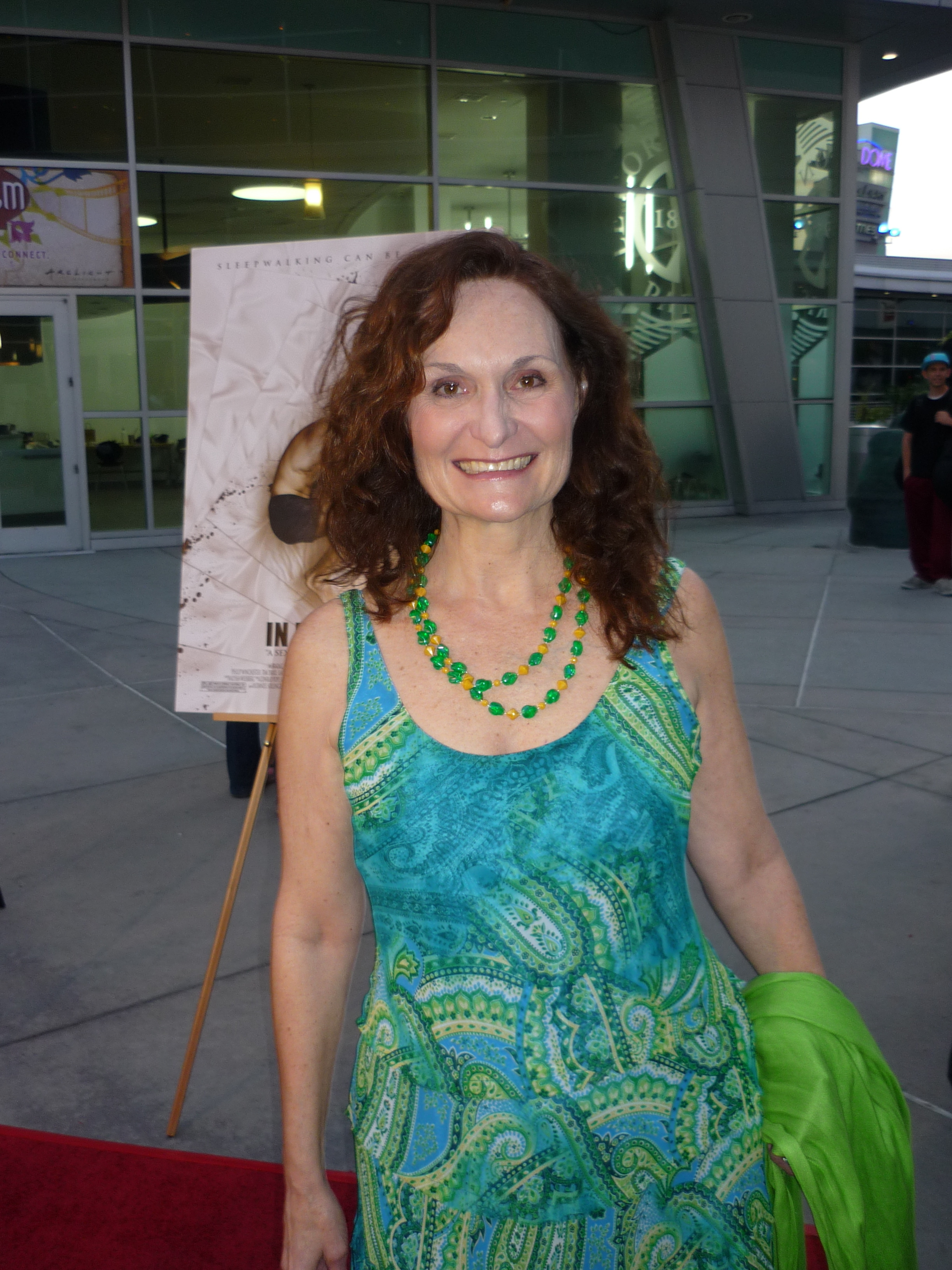

بت گرانت (انگلیسی: Beth Grant؛ زادهٔ ۱۸ سپتامبر ۱۹۴۹) یک هنرپیشه اهل ایالات متحده آمریکا است. وی از سال ۱۹۷۹ میلادی تاکنون مشغول فعالیت بوده‌است.

## گزیده فیلم‌شناسی
از فیلم‌ها یا برنامه‌های تلویزیونی که وی در آن نقش داشته‌است می‌توان به آثار زیر اشاره کرد.
- مرد بارانی (۱۹۸۸)
- مرگ‌بازان (۱۹۹۰)
- بازی بچگانه ۲ (۱۹۹۰)
- شن‌های سفید (۱۹۹۲)
- لاو فیلد (۱۹۹۲)
- نیمه تاریک (فیلم) (۱۹۹۳)
- سرعت (۱۹۹۴)
- به وانگ فو، با تشکر برای همه چیز! جولی نیومر (۱۹۹۵)
- زمانی برای کشتن (۱۹۹۶)
- هزار هکتار (۱۹۹۷)
- سگ‌های چمن (۱۹۹۷)
- دانی دارکو (۲۰۰۱)
- پرل هاربر (فیلم) (۲۰۰۱)
- ستاره راک (فیلم ۲۰۰۱) (۲۰۰۲)
- مقدسین بیابان (۲۰۰۲)
- مردان چوب‌کبریتی (۲۰۰۳)
- کاملاً مال خودمان (۲۰۰۵)
- میس سان‌شاین کوچولو (۲۰۰۶)
- داستان‌های سرزمین جنوبی (۲۰۰۶)
- پرچم‌های پدران ما (۲۰۰۶)
- جایی برای پیرمردها نیست (۲۰۰۷)
- هنری پول اینجاست (۲۰۰۸)
- شیره (فیلم) (۲۰۰۹)
- همه چیز درباره استیو (۲۰۰۹)
- دزدیده شده (۲۰۰۹)
- دل دیوانه (۲۰۰۹)
- رنگو (فیلم ۲۰۱۱) (۲۰۱۱)
- آرتیست (۲۰۱۱)
- گور به گور (فیلم) (۲۰۱۳)
- کلمات بد (فیلم) (۲۰۱۳)
- فرزنو (فیلم ۲۰۱۵) (۲۰۱۵)
- دسته سارقان (۲۰۱۵)
- لیمو لیمای عزیز
- جکی (فیلم ۲۰۱۶) (۲۰۱۶)